# بلوينوز (سفينة)
كانت بلوينوز سفينة شراعية لصيد الأسماك والسباق، بُنيت عام 1921 في لونينبورغ، نوفا سكوشا، في كندا. أصبحت بلوينوز، سفينة سباق وصيد شهيرة، تحت قيادة أنجوس والترز رمزاً إقليمياً لنوفا سكوشا ورمزاً كندياً مهماً في عقد الثلاثينيات من القرن العشرين، حيث كانت تعمل كسفينة عاملة حتى تحطمت في عام 1946. ولُقبت ب "ملكة شمال المحيط الأطلسي"، تم تخليد ذكراها فيما بعد بسفينة بلوينوز ذات التصميم الواحد (1946) ونسخة طبق الأصل بلوينوز 2 (1963). نشأ اسم بلوينوز كلقب لسكان نوفا سكوتلاند منذ أواخر القرن الثامن عشر.

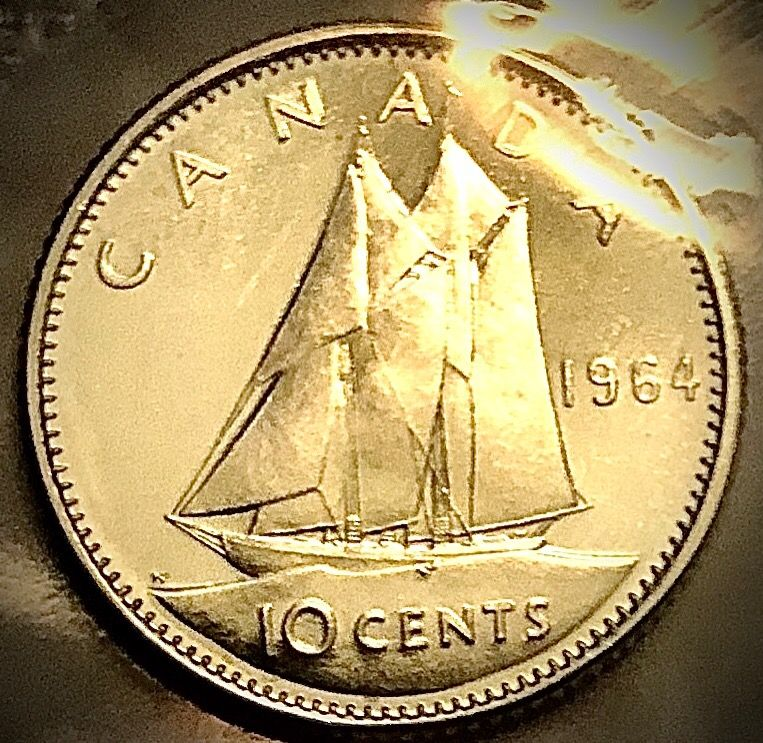
عملة 10 سنتات كندية عليها صورة سفينة بلوينوز الشراعية من عام 1964

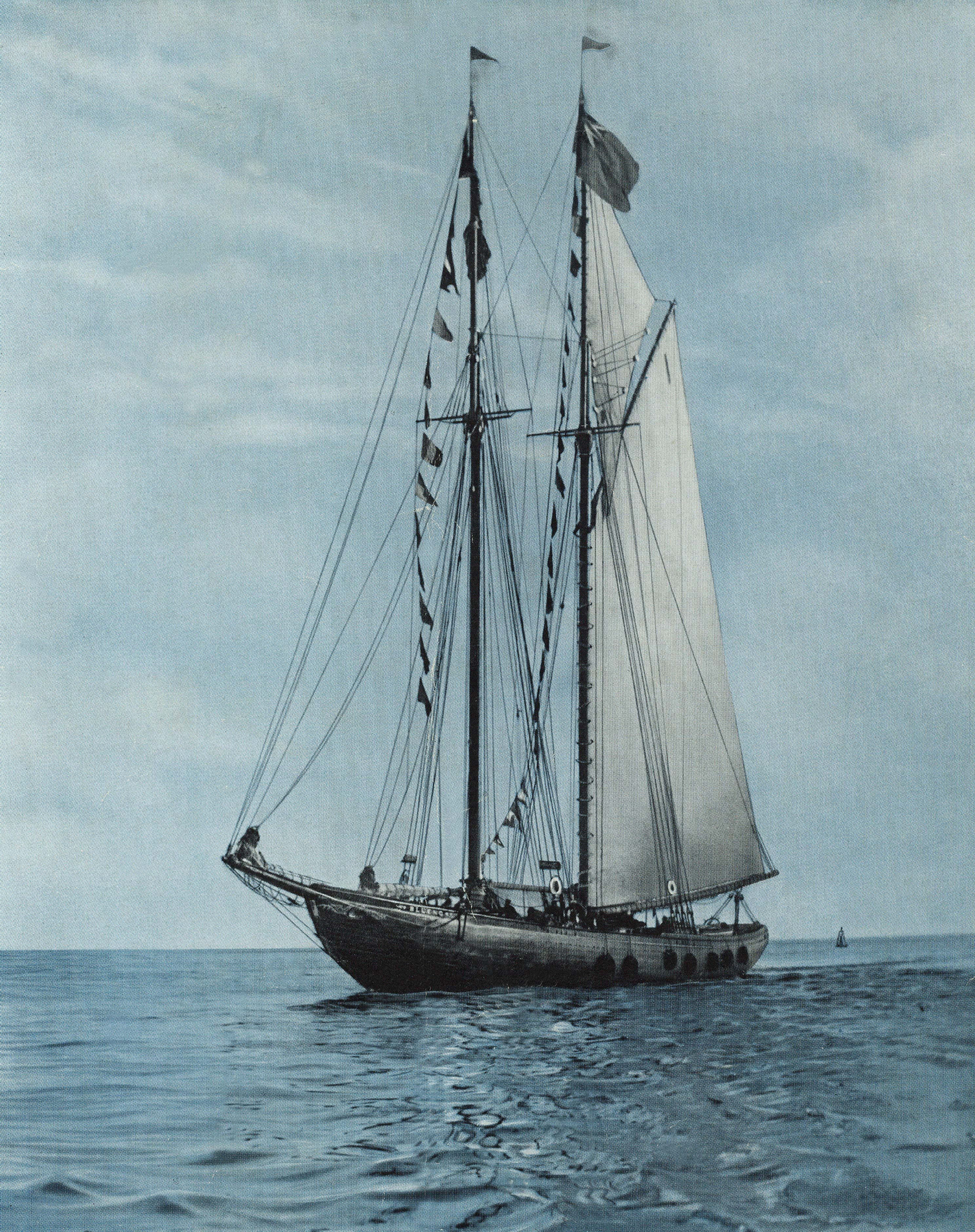
سفينة بلوينوز الشراعية

## روابط خارجية
- Bluenose Model Builder
- The Canadian Encyclopedia, The Bluenose